# Emma Kendrick
Emma Kendrick es una química inglesa, profesora de materiales para el uso de energías renovables en la Universidad de Birmingham. Desarrolla materiales innovadores para baterías y pilas de combustible. Es miembro de la Royal Society of Chemistry y del Institute of Materials, Minerals and Mining en Reino Unido.

## Biografía
Kendrick estudió química en la Universidad de Mánchester. Posteriormente, se mudó a Escocia para sus estudios de postgrado, y obtuvo un máster en Química del estado sólido en la Universidad de Aberdeen. Kendrick hizo sus estudios de doctorado en la Universidad de Keele. Fue investigadora postdoctoral bajo la supervisión de Sandra Dannat, de la Universidad de Loughborough, donde investigó nuevos pigmentos cerámicos. Se trasladó a la Universidad de Surrey, donde trabajó con Peter Slater en la investigación de celdas de combustible de óxido sólido.

## Trayectoria científica
Kendrick pasó varios años en la industria, durante los cuales trabajó en Fife Batteries y Surion Energy Limited. En 2010, se unió a Sharp Corporation. Allí estableció programas de investigación y desarrollo en baterías de sodio-ion. Se interesó particularmente en dispositivos de alta densidad de energía que utilizan cátodos optimizados para voltaje y capacidad. Creó una celda con la mayor densidad de energía volumétrica en una batería de sodio-ion. Finalmente fue promovida a tecnóloga jefe de almacenamiento de energía. Los sistemas de baterías desarrollados por Kendrick son utilizados en la industria automotriz y la industria de materias electrónicas portátiles.
Kendrick fue nombrada profesora de materiales para el uso de energía electroquímica en el Warwick Manufacturing Group en 2016. En 2018, Kendrick se unió a la Universidad de Birmingham. Es miembro de la División de Química de Materiales de la Royal Society of Chemistry, además de servir en el equipo de autoevaluación de ciencia de materiales en el Consejo de Investigación de Ingeniería y Ciencias Físicas. Tiene varias patentes en síntesis química de materiales para baterías. Además, Kendrick ocupa una posición honoraria en el University College de Londres. Es miembro del Consejo de Investigación del Acelerador de Investigación de Energía.
Junto con los materiales par uso en baterías, Kendrick trabaja en la fabricación de baterías de iones de litio. Su objetivo es poder recuperar y reutilizar material de las baterías para futuras tecnologías. Kendrik quiere presentar una solución a la escasez de materiales raros extraídos, que actualmente se pierden cuando las baterías se reciclan en otros países. Antes de recuperar los materiales de la batería, las baterías deben pasar por una descarga de salmuera utilizando sales neutras. Al minimizar la velocidad de corrosión, es posible recuperar los materiales del cátodo y el ánodo. Kendrick ha pedido a los fabricantes de baterías que fabriquen productos que sean más fáciles de desmontar. Kendrick forma parte del desafío de baterías Faraday, una inversión de cuatro años por parte del Gobierno del Reino Unido que busca desarrollar nuevos materiales para uso en baterías.

### Publicaciones destacadas
Entre sus publicaciones destacan:
- Kendrick, Emma (2007). «Developing apatites for solid oxide fuel cells: insight into structural, transport and doping properties». Journal of Materials Chemistry 17.
- Kendrick, Emma (2007). «Cooperative mechanisms of fast-ion conduction in gallium-based oxides with tetrahedral moieties». Nature materials 6.
- Kendrick, Emma (2007). «A comparison of the effect of rare earth vs Si site doping on the conductivities of apatite-type rare earth silicates». Journal of solid state electrochemistry 10.